# Новая Беденьга
Новая Беденьга — село в Ульяновском районе Ульяновской области. Входит в состав Ишеевского городского поселения.

## География
Находится на расстоянии примерно 8 километров по прямой на север от районного центра поселка Ишеевка.

## История
Село основано в 1905 году переселенцами из деревни Бакрчи и Татарской Беденьги (Тетюшский район, Татарстан). Названа по речке Беденьга, на берегу которой расположена. 
Так как в Татарии земли и леса не было в достатке, переселенцы купили эти земли, прилегающий лес и берег Волги (с правом выплаты на 40 лет), у богатого купца Фирсова.
Вначале село состояло из пяти дворов, но к 1908 году село увеличилось до 56 дворов. И поначалу называлась Татарская Беденьга.
В 1930 году в селе был создан колхоз. Первым председателем стал Самат Валеев.  
В селе часто происходили пожары. В 1952 году из-за пожара сгорело 22 дома.
В 1971 году в селе создается зверосовхоз «Волжский», разводящий норок, хорьков, кроликов. Построили птицеферму, коровник, конюшню, свинарник. 
В 1997 году была построена мельница «Агрофирма Шарапов». Помимо муки, она выпускает макаронные изделия высшего качества, реализуют отруби и комбикорма.
С 8 по 29 июля 2011 года в селе прошёл III Ульяновский Симпозиум скульпторов.
С 2012 по 2016 год в селе проходил фестиваль живой истории «Волжский путь», но агентство по туризму Ульяновской области, из-за «не соответствия необходимым требованиям», эта площадка перенесена на новое место в село Ивановка Старомайнского района.

## Население
Население составляло 644 человека в 2002 году (татары 89%), 595 по переписи 2010 года.

## Инфраструктура
МОУ Новобеденьговская основная школа.

## Достопримечательности
- Городище и селище Новая Беденьга[7].
- В 3 км к востоку от села на берегу Волги до 1922 года находилась Симбирская Соловецкая пустынь [8][9][10].